# Лудвиг Мюлиус-Ериксен
Лудвиг Мюлиус-Ериксен (на датски: Ludvig Mylius-Erichsen) (– 25 ноември 1907) е датски етнолог, пътешественик, изследовател на Гренландия.

## Ранни години (1872 – 1902)
Роден е на 15 януари 1872 година във Вибор, Дания. Семейството му се премества в град Рингкобинг на п-ов Ютланд, когато е на 2 години. 

## Експедиционна дейност (1902 – 1907)
През 1902 – 1904, заедно с граф Харалд Молтке и Кнуд Расмусен, участва в Датската литературна гренландска експедиция, която изучава живота и културата на ескимосите, населяващи северозападното крайбрежие на Гренландия (залива Мелвил).
През 1906 г. е назначен за ръководител на нова експедиция в Гренландия на парахода „Дания“, целта на която е уточняването и картирането на най-североизточните части на огромния остров. Същата година на север от залива Дов (76°30′ с. ш. 20°20′ з. д. / 76.5° с. ш. 20.333333° з. д.) открива фиорда Шер (77°25′ с. ш. 19°40′ з. д. / 77.416667° с. ш. 19.666667° з. д.), а между двата залива п-ов Земя Германия и на север от него о-вите Ховгор (79°50′ с. ш. 18°30′ з. д. / 79.833333° с. ш. 18.5° з. д.) и Норвежките о-ви (79°15′ с. ш. 18°00′ з. д. / 79.25° с. ш. 18° з. д.).
През 1907 г. експедицията изследва североизточната част на Гренландия. През март 1907 Мюлиус-Ериксен, заедно с военния топограф Хег Хаген и ескимоса Йорген Бренлунд, тръгва от залива Дов на север по източното крайбрежие, като открива фиорда Инголф (80°35′ с. ш. 17°22′ з. д. / 80.583333° с. ш. 17.366667° з. д.), п-ов Земя Холм (на юг от фиорда), североизточния полуостров на Гренландия – Земя Кронпринц Кристиан (81º с.ш., на север от фиорда) с нос Североизточен (81°25′ с. ш. 11°45′ з. д. / 81.416667° с. ш. 11.75° з. д., най-източната точка на Гренландия). На запад и северозапад от Земя Кронпринц Кристиан открива Датския фиорд (81°17′ с. ш. 21°22′ з. д. / 81.283333° с. ш. 21.366667° з. д.), а в устието му – островите Принцеса Маргрет (82°00′ с. ш. 17°55′ з. д. / 82° с. ш. 17.916667° з. д.) и Принцеса Тира (81°57′ с. ш. 19°07′ з. д. / 81.95° с. ш. 19.116667° з. д.). На запад от Датския фиорд открива п-ов Земя Мюлиус-Ериксен (81°30′ с. ш. 23°10′ з. д. / 81.5° с. ш. 23.166667° з. д.), а на запад от него – фиорда Хаген (81°44′ с. ш. 24°17′ з. д. / 81.733333° с. ш. 24.283333° з. д.) и достига до устието на Индепенденс фиорд (82°05′ с. ш. 27°40′ з. д. / 82.083333° с. ш. 27.666667° з. д.). През септември, след като замръзват всички фиорди и заливи тримата пътешественици потеглят обратно към залива Дов, където ги очаква корабът, но по пътя загиват от глад и студ, в т.ч. и Мюлиус-Ериксен.

## Памет
Неговото име носи п-ов Земя Мюлиус-Ериксен (81°30′ с. ш. 23°10′ з. д. / 81.5° с. ш. 23.166667° з. д.) в Гренландия.